# STS-106
«Атлантис» STS-106 — четвертый полёт шаттла по программе Международной космической станции. В грузовом отсеке шаттла располагался двойной транспортный модуль «Спейсхэб», в котором были размещены материалы и оборудование, доставляемое на станцию. Время работы на МКС составило 5 суток 9 часов 21 минуту.

## Экипаж
- Терренс Уилкатт (Terrence W. Wilcutt) (4-й космический полёт), командир экипажа
- Скотт Олтман (Scott D. Altman) (2), пилот
- Эдвард Лу (Eldard T. Lu) (2), специалист полёта 1
- Ричард Мастраккио (Richard A. Mastracchio) (1), специалист полёта 2
- Дэниел Бербэнк (Daniel C. Burbank) (1), специалист полёта 3
- Юрий Маленченко (2), специалист полёта 4
- Борис Моруков (1), специалист полёта 5

В экипаже шаттла два российских космонавта. В экипаже три новичка космических полётов.